# Богіш (Селаж)
Богіш (рум. Boghiș) — село у повіті Селаж в Румунії. Адміністративний центр комуни Богіш.
Село розташоване на відстані 399 км на північний захід від Бухареста, 24 км на захід від Залеу, 78 км на північний захід від Клуж-Напоки.

## Населення
За даними перепису населення 2002 року у селі проживали 1509 осіб.
Національний склад населення села:
| Національність | Кількість осіб | Відсоток |
| -------------- | -------------- | -------- |
| угорці         | 1111           | 73,6%    |
| роми           | 209            | 13,9%    |
| румуни         | 186            | 12,3%    |

Рідною мовою назвали:
| Мова      | Кількість осіб | Відсоток |
| --------- | -------------- | -------- |
| угорська  | 1110           | 73,6%    |
| циганська | 241            | 16,0%    |
| румунська | 157            | 10,4%    |